# Czarna Kopa (Masyw Śnieżnika)
Czarna Kopa (dawniej niem. Schwolzer Koppe) – góra ze szczytem na wysokości 879 m n.p.m. znajdująca się w Masywie Śnieżnika w Sudetach, na terenie Śnieżnickiego Parku Krajobrazowego.

## Geografia
Czarna Kopa wyrasta w bocznym, zachodnim ramieniu Śnieżnika odchodzącym na północ od Goworka i Wysoczki, pomiędzy dolinami trzech rzek: Wilczki oraz jej lewych dopływów: Czarnej i innego, bezimiennego dopływu. Wschodnie i północno-wschodnie zbocza Czarnej Kopy opadają dość stromo do Czarnego Dołu. Na stokach tych znajdują się wychodnie niewielkich skałek gnejsowych.

## Geologia
Zbudowana jest z gnejsów śnieżnickich należących do metamorfiku Lądka i Śnieżnika.

## Roślinność
Porastają ją świerkowe lasy regla dolnego.